# Crazy Kong
Crazy Kong (クレイジーコング?, Kureijī Kongu) è un videogioco uscito nel 1981 e pubblicato dalla Falcon come copia di Donkey Kong. Anche se comunemente scambiato per una versione bootleg, il gioco è ufficialmente concesso in licenza per il mercato Giapponese dove Nintendo non riusciva a tenere il passo della domanda domestica. Inoltre, era costruito su un hardware differente. Il gioco mantiene tutti gli elementi di gioco di Donkey Kong, ma ha tutti gli elementi grafici ridisegnati e ricolorati. Crazy Kong è anche conosciuto come Congorilla, Crazy Kong Part II e Monkey Donkey.
Ci sono due versioni dell'originale: Crazy Kong e Crazy Kong Part II. Le differenze riguardano animazioni e bug minori, scelte della tavolozza dei colori e altre differenze di gioco minori. Crazy Kong Part I non mostra alcun diritto d'autore o ragione sociale nella schermata del titolo. Crazy Kong (parti I e II) gira su hardware modificato di Crazy Climber. In aggiunta ci sono altre versioni del gioco che girano su Scramble, Jeutel, Orca, e hardware Alca. La versione ufficiale del gioco è stata prodotta in due diversi cabinati, caratterizzati da una scimmia grande e arrabbiata, incorporata nel materiale illustrativo. I cabinati sono stati creati da Zaccaria (l'azienda è stata anche la distributrice del videogioco in Italia).

## Differenze daDonkey Kong
- La schermata del titolo del gioco offre sia il testo "Crazy Kong" o "Monkey Donkey", scritti con le tipiche travi d'acciaio, in base alla versione in esecuzione. Non c'è la scritta "Kong" nella schermata principale e non è presente l'indicazione di copyright, solo l'anno '1981'.[2] A differenza di Donkey Kong, il testo nella schermata del titolo non è animato e non cambia colore.
- La tavolozza dei colori è stata quasi completamente cambiata; Parte I e Parte II hanno una diversa scelta di palette.
- Alcune delle sprite del gioco sono state ridisegnate: mentre il personaggio corrispondente a Donkey Kong è per lo più identico quando visto di profilo, il suo aspetto frontale è notevolmente differente, specialmente quando apre la bocca: appare più alto e più minaccioso.
- Sono state rimosse numerose animazioni. Ad esempio, nel classico primo livello di Crazy Kong, l'animazione di rotolamento è solo orizzontale, non raggiunge le altre botti e non si sposta quando queste rotolano verticalmente. I fotogrammi dell'animazione vengono rimossi anche all'inizio e alla fine di ogni livello.
- Gli effetti sonori sono alterati e sono generalmente caratterizzati da un suono più grezzo. La musica di sottofondo è assente e Mario viene dotato di un suono campionato digitalmente tipo "Hi-Yah!" quando salta. Molti suoni di gioco, come il suono di quando il Kong si percuote il petto, sono presi direttamente dal gioco Crazy Climber (per lo meno nelle versioni che girano sul suo hardware proprietario).
- Alcuni aspetti del gioco sono considerati più difficili dei loro equivalenti in Donkey Kong. Ad esempio, il rilevamento delle collisioni è meno indulgente e alcuni elementi del gioco si muovono più velocemente.
- Il primo livello può essere completato con il seguente trucco. Prima, si sale la scaletta a destra lontano della piattaforma inferiore. Assicuratosi che Mario si trovi di schiena, si tocca il joystick fino a quando il suo piede destro è sporto sopra il cornicione. A quel punto, si salta giù dalla piattaforma. Se eseguite correttamente, queste azioni porteranno Crazy Kong a cadere attraverso il pavimento sottostante, completando il livello.
- Le fiammelle spettrali che popolano il livello dei 100 metri vengono sostituiti con i nemici di petrolio che abitano gli altri livelli.
- Dopo aver completato il livello dei 100 metri, il cuore che normalmente si trova tra Mario e Pauline è posizionato proprio vicino l'indicatore turno.

## Differenze Parte I
- Quando si inserisce il nome per il proprio record di punteggio, ogni carattere che non viene utilizzato dei 12 disponibili sarà sostituito con un trattino (-).
- La maggior parte delle travi in acciaio che in Donkey Kong erano colorate rosso magenta / colore viola sono state ricolorate con un verde neon, incluse quelle nella schermata del titolo.
- Mario indossa i colori marrone e rosso simili a quelli utilizzati nell'originale Super Mario Bros, fatta eccezione per il livello dei 100 metri, dove viene mostrato in una palette alterata arancio e verde.
- Nel livello 100m, è possibile toccare e passare davanti Crazy Kong senza perdere una vita.

## Differenze Parte II
- Durante la modalità attrazione, viene mostrata una scena che mostra Crazy Kong uscire di prigione/zoo insieme a un basilare motivetto mono-canale.
- Dopo aver completato il livello dei 100 metri, appare il testo "GIVE UP!!".
- Durante il turno 2 e successivi (quando L = 02), appaiono degli spazi fra le travi del livello dei 25m.
- Nel livello 25m, alcune salite e discese sono tagliate in modo che non vadano più in basso oltre la scala.
- A differenza della prima parte, Mario veste i colori tradizionali.

## Giochi derivati
Grandstand ha prodotto nel 1981 un gioco elettronico portatile molto simile ai giochi Game and Watch del tempo.
Quando Nintendo pubblicò il sequel di Donkey Kong chiamato Donkey Kong Jr., Falcon pubblicò un clone del sequel dal titolo Crazy Kong Jr.
Il titolo Crazy Kong è stato utilizzato anche da altre imitazioni di Donkey Kong, in particolare per ZX Spectrum e Commodore 64.